# Castoraeschna colorata
Castoraeschna colorata – gatunek ważki z rodziny żagnicowatych (Aeshnidae). Występuje na terenie Ameryki Południowej.